# Clupeosoma metachryson
Clupeosoma metachryson is een vlinder uit de familie van de grasmotten (Crambidae). De wetenschappelijke naam van de soort is voor het eerst geldig gepubliceerd in 1897 door George Francis Hampson.